# Grzegorz Nadolny
Grzegorz Nadolny – polski muzyk jazzowy, gitarzysta basowy, kontrabasista, absolwent i wykładowca Akademii Muzycznej im. Feliksa Nowowiejskiego w Bydgoszczy, instruktor szybowcowy i artysta.

## Działalność muzyczna
Pochodzi z rodziny bydgoskich muzyków rozrywkowych. Jego matka Maria Nadolna była piosenkarką, a ojciec Edward grał na perkusji.
Po raz pierwszy zetknął się z kontrabasem  w szkolnym zespole „Karolacy” w Technikum Rolniczym w Karolewie, prowadzonym m.in. przez Mirosława Marksa. Zaczął intensywnie ćwiczyć i grać z różnymi grupami muzycznymi, m.in. z jazz-rockową formacją „West” z którą zdobył pierwsze muzyczne laury (pierwsza nagroda na festiwalu Jazz Juniors w Krakowie 1990r.). Wkrótce rozpoczął współpracę z bydgoską czołówką jazzową: Jackiem Pelcem, Karolem Szymanowskim, Józefem Eliaszem, Andrzejem Przybielskim, Bogdanem Ciesielskim, Krzysztofem Herdzinem, a także z gwiazdami z Polski: Janem Ptaszynem Wróblewskim, Jarosławem Śmietaną, Zbigniewem Namysłowskim. 
Jesienią 2000 r. założył własny zespół „Acoustic Topless”, w którym debiutował w roli kompozytora i lidera. Nagrał m.in. płytę „Acoustic Eel”. Wykonuje muzykę stojącą na pograniczu różnych stylów, posiadającą jednak silny jazzowy rdzeń. Oprócz muzykowania zajmuje się pracą pedagogiczną. Prowadzi klasę kontrabasu jazzowego w rodzimej Akademii Muzycznej oraz jest autorem cyklu edukacyjnych koncertów pt: "Bydgoska Akademia Jazzu". Zajmuje się także publicystyką kulturalną na łamach bydgoskich gazet i czasopism.